# Z-lijekovi
Z-lijekovi (nazivi im počinju na Z) su nebenzodiazepinski lijekovi sličnog učinka kao benzodiazepini. Koriste se za kratkotrajno liječenje nesanice u odraslih.
U Hrvatskoj je najprodavaniji zolpidem (Sanval®).

## Kemijska podjela
- Imidazopiridini
  - Zolpidem
- Pirazolopirimidini
  - Zaleplon
- Ciklopiroloni
  - Zopiklon

## Mehanizam djelovanja
Kao i benzodiazepini, Z-lijekovi su pozitivni alosterički modulatori GABAA receptora (pojačavaju učinak gama-aminomaslačne kiseline, glavnog inhibicijskog neurotransmitera u središnjem živčanom sustavu).
Z-lijekovi djeluju selektivno na ω1-podvrstu GABAA receptora (GABAA receptori koji sadrže α1 podjedinicu; nalaze se primarno u mozgu), zbog čega imaju slabo anksiolitičko, miorelaksirajuće i antikonvulzivno djelovanje, a jako hipnotičko djelovanje. 
Benzodiazepini, s druge strane, djeluju i na ω1- i na ω2-podvrstu GABAA receptora (ω2-receptori odgovaraju GABAA receptorima koji sadrže α2, α3, α4, α5 ili α6 podjedinicu; nalaze se primarno u leđnoj moždini).

 Z-lijekovi također manje mijenjaju arhitekturu sna u odnosu na benzodiazepine te djeluju kraće zbog kraćeg vremena polueliminacije (~2.5h za zolpidem, 1-1.5h za zaleplon, ~5h za zopiklon).

## Nuspojave
Nuspojave su slične kao i kod benzodiazepina te uključuju:
- glavobolju
- gubitak pamćenja
- halucinacije
- noćne more
- mjesečarenje
- "paradoksalne" reakcije (nemir, agresivnost)
- razvoj psihičke i fizičke ovisnosti (prvenstveno kod dugotrajne upotrebe visokih doza)
- povratnu nesanicu ("rebound" efekt; prvenstveno kod naglog prekida liječenja)
- i dr.

## Kontraindikacije
Z-lijekovi su kontraindicirani kod bolesnika s teškim zatajenjem jetre, opstruktivne apneje u spavanju, miastenije gravis te respiratorne depresije.

## Interakcije s lijekovima
Istodobna primjena s drugim depresorima središnjeg živčanog sustava (antipsihotici, hipnotici, anksiolitici/sedativi, antidepresivi, narkotički analgetici, antiepileptici, anestetici i sedativni antihistaminici) može pojačati depresivni učinak na središnji živčani sustav, što u težim slučajevima može završiti fatalno zbog respiratorne depresije. 
U slučaju predoziranja, kao antidot se koristi flumazenil.